# Edificio Corona
Edificio Corona es una telenovela chilena producida por DDRío Estudios y transmitida por Mega desde el 11 de enero hasta el 9 de agosto de 2021. La historia transcurre en un edificio donde uno de los residentes es diagnosticado con COVID-19, lo que obliga a todos los vecinos a hacer una rigurosa cuarentena.
Protagonizada por María Gracia Omegna, Nicolás Oyarzún, Paola Volpato, Francisco Melo y Mario Horton en el papel antagónico.

## Argumento
Un edificio de departamentos llamado Edificio Corona comienza a experimentar una nueva forma de vida cuando uno de sus habitantes es diagnosticado con Covid-19, lo que obliga a toda la comunidad a mantener una férrea cuarentena. Será en este encierro cuando los vecinos comenzarán a relacionarse y conocerse en condiciones críticas intentado adaptarse a esta “nueva normalidad”. Si antes del Covid-19 ninguno de ellos se conocía y con suerte se saludaban en el ascensor, será bajo las actuales circunstancias que provoca el encierro cuando comenzarán a relacionarse en medio de conflictos cotidianos producto de la convivencia. También desatarán las pasiones y romances en tiempos difíciles.
En el departamento 502 vive Don Sergio Correa (Francisco Melo) un hombre viudo, religioso y conservador quien desempeña su gran labor como el administrador del Edificio Corona. Solía vivir una vida muy tranquila, rezando durante todo el día, y con el alma cerrada al amor desde que su esposa había fallecido hace 10 años atrás. Por esta razón es un padre muy estricto y completamente dedicado al cuidado de sus hijas Macarena (Hitzka Nudelman) y Josefa (Helen Mrugalski), instruyendo los preceptos sagrados de la Biblia y educándolas con valores basados en la Palabra de Dios. Hasta que un día, por causa del Covid-19, se decretó la cuarentena en el edificio y, desafortunadamente para él, llega una nueva vecina. Ella es la Señorita Ágata Cárdenas (Paola Volpato), una mujer soltera, divertida y liberal, quien solía vivir en un barrio popular, y a la que le cambió la vida luego de asistir a un remate de maletas en el que compró una en donde encontró 500 millones de pesos en su interior. Gracias a aquello, llegó a vivir al Penthouse del Edificio Corona junto a sus hijas Rubí (Vivianne Dietz) y Esmeralda (Magdalena Müller), quienes fueron criadas por ella misma, como una madre empoderada y con valores completamente opuestos a los de Sergio. Ahora las tres pasan gran parte del día compartiendo sus vidas en redes sociales donde son conocidas como las “Cardenashans” en referencia a las Kardashians. Al principio, la relación entre ellos se mantiene en disputas constantes debido a sus puntos de vista y las diferencias valóricas. Pero de a poco, Sergio comienza a considerar a Ágata como una amiga y ella lo considera a él como el límite que nunca tuvo. De esta forma, ambos se comienzan a enamorar, pero el único enemigo que tienen son ellos mismos y sus creencias.
Durante la cuarentena también se dan oportunidades de emprendimiento, y en el Edificio Corona no va a ser menos; todo comienza con Javiera Sandoval (María Gracia Omegna), una mujer virtuosa y amable que vive en el 402, y empieza un emprendimiento por casualidad. Ella está casada desde hace 15 años con Germán Manzano (Mario Horton), un viudo exitoso y diligente, con quien ha criado a la hija de él, Catalina (Paula Luchsinger), como si fuera hija de ella. Desde hace mucho tiempo, Javiera siente que últimamente su marido la anula y la trata de un modo algo raro e indiferente, pero lo que ella no sabe es que Germán tiene una relación paralela con Carolina Olmedo (Dayana Amigo), su seductora y atrevida secretaria, quien está locamente enamorada de su jefe. Debido a que Germán se encuentra completamente ausente, incluso en su presencia, Javiera decide dar un giro a su vida, mostrado sus habilidades a través de las redes sociales, buscando ser aceptada por su talento para cocinar; lo que no sospecha es que uno de los vecinos del edificio la hará ver la vida con otros ojos y la incentivará para convertirse en una verdadera emprendedora. Desafortunadamente, Carolina no quiere corresponder ante las restricciones, pues comienza a obsesionarse cada vez más con Germán, a tal grado, que decide irse a vivir al edificio.
Uno de los seguidores de Javiera es Pablo Arancibia (Nicolás Oyarzún), su vecino, que junto a su hijo Pipe (Simón Beltrán), viven en el 703. Pablo se separó de su esposa Soledad Montané (Josefina Fiebelkorn), cuando ella decidió iniciar una relación con un tercero y acordaron de mutuo acuerdo que su hijo viviera con él. En tanto, Pipe ya está harto, cansado y aburrido de tener que comer siempre comida rápida de la que compra su papá, así que le pedirá que tome clases de cocina por las redes sociales. Es así como Javiera conoce a Pablo, quien por casualidad, es aquel vecino que la hará ver la vida con otros ojos. Ambos comenzarán a acercarse sin poder evitar la atracción que nacerá entre ellos, la cual se transformará en algo más. Javiera junto a Pablo se enamoran, pero Soledad no logra vivir separada de su hijo y se va a vivir con ellos.
En tanto en el 701, viven dos jóvenes hermanos, quienes son oriundos de Punta Arenas, pero que llegaron a empezar una nueva vida en la capital. Uno de ellos es Julián Sánchez (Pedro Campos),  y el otro responde el nombre de Miguel (Max Salgado). Julián es un muchacho de bien, encantador, perfeccionista, inteligente y muy responsable, pues dedica su vida tanto al estudio como al trabajo, se vale de sí mismo con esfuerzo y mantiene el control del departamento, llevando un ambiente muy estructurado. En cambio, Miguel es el típico patán, despreocupado, mujeriego, indiferente y demasiado inmaduro, pues no estudia, ni trabaja y se la pasa todo el día sin hacer nada; solamente viviendo a costillas de su hermano y disfrutando de la libertad y las noches de fiesta. Hasta que un día, poco después de iniciada la cuarentena, una revelación se desata en un instante; precisamente durante la mañana, aparece en la entrada del edificio un canasto con un bebé de pocos meses de vida. Dentro hay un papel con una extraña nota anónima dirigida para Miguel, en la que dice: «Este bebé es tu hijo. Por favor cuídalo bien». Desde ese momento las cosas cambiarán diametralmente para estos jóvenes hermanos. Miguel debe aprender, a la mala, lo que significa ser padre y Julián trata que, por fin, su hermano deje de ser flojo e irresponsable. Mientras tanto, todos se preguntan qué ocurrió y por qué razón el bebé fue abandonado.
Macarena, con el paso del tiempo, se da cuenta de que es lesbiana. Ella es la más beneficiada tras la llegada de Ágata y sus hijas, ya que ellas le ayudan a reconocerse y a transparentar su vida ante Sergio, su padre. Pero Macarena se enamora de Rubí, que es completamente opuesta a ella. Ambas se hacen buenas amigas, Macarena se da cuenta de que no tiene posibilidades y comienza a relacionarse con otras personas hasta que cree conocer el amor. En este momento, Rubí, quien se deja llevar por los coqueteos impulsivos de Miguel, de un momento a otro llega a dudar de sus sentimientos y comienza a cuestionarse, hasta darse cuenta de que poco a poco va sintiendo una fuerte atracción hacia Macarena y se empieza a enamorar de ella, aún si eso significa traspasar todos los límites. 
Mientras tanto, Carolina se da cuenta de que el amor no era lo que esperaba; tras llegar al edificio, siente que la mentira en la cual vivió por años con Germán está pronta a destruir una familia. Y Catalina se encuentra en una encrucijada debido a un embarazo inesperado, por lo que no puede decidir si hacer su vida con el padre del bebé o luchar por estar con Julián, con quien siente un sentimiento genuino de amor. Es la misma Catalina quien descubre el amorío clandestino entre Germán y Carolina, lo que causa que la joven comience a perder el respeto hacia su propio padre, mostrándose como apoyo moral para Javiera, a quien considera como una auténtica madre y buena amiga.
Y por supuesto, no falta el conserje del edificio, Carlitos González (Fernando Godoy). Este joven trabajador se transforma en el punto de sustento de todo el resto de los habitantes del edificio con su carisma y su total disposición a ayudar a los que necesiten de él. Carlitos se encarga de mantener el control del perímetro y de asegurarse que se respeten las normas sanitarias. Además es un romántico creyente del verdadero amor, como los hombres de aquellos que no casi no quedan; está perdidamente enamorado de Esmeralda, desde el instante en que las Cardenashans llegan al edificio, aunque para ella es casi invisible. Eso se debe a que la misma Esmeralda cree con todas las ilusiones hechas que el hombre ideal de sus sueños tiene que ser Julián. Sin embargo, Carlitos no se rinde ante nada y está dispuesto a lo que sea con tal de conquistarla.

## Reparto

### Principales
- María Gracia Omegna como Javiera Sandoval[5]
- Nicolás Oyarzún como Pablo Arancibia
- Paola Volpato como Ágata Cárdenas
- Francisco Melo como Sergio Correa
- Mario Horton como Germán Manzano[6]
- Vivianne Dietz como Rubí Cárdenas
- Fernando Godoy como Carlos "Carlitos" González
- Dayana Amigo como Carolina Olmedo
- Magdalena Müller como Esmeralda Cárdenas
- Paula Luchsinger como Catalina Manzano
- Pedro Campos Di Girolamo como Julián Sánchez
- Josefina Fiebelkorn como Soledad Montané
- Maria Elena Duvauchelle como Teresa "Telele" Fernández
- Max Salgado como Miguel Sánchez
- Hitzka Nudelman como Macarena Correa
- Simón Beltrán como Felipe "Pipe" Arancibia
- Helen Mrugalski como Josefa Correa
- Matías Bielostotzky como Miguel "Miguelito" Sánchez Jr.

### Recurrentes e invitados
- Claudio Arredondo como Renato Carrasco
- Jorge Arecheta como Tomás Jofré[7]
- Gabriel Cañas como Benjamín "Benja" Lozano
- Yamila Reyna como María Mercedes «La Meche»[8]
- Josefina Velasco como Mireya[9]
- Christian Zúñiga como César Sánchez
- Otilio Castro como Aurelio Cifuentes
- Paulina Hunt como Edith
- Jacqueline Boudon como Rosa Fuenzalida
- Mireya Sotoconil como Zulema Fuenzalida

## Banda sonora
| Intérprete                            | Tema                        | Personaje(s)         | Actor(es)                             |
| ------------------------------------- | --------------------------- | -------------------- | ------------------------------------- |
| Iván Alejandro                        | «Me enamoré de ti»          | Tema central         | Tema central                          |
| Bacilos, Alejandro González           | «Carta a cupido»            | Sergio y Ágata       | Francisco Melo y Paola Volpato        |
| Mario Guerrero ft Fanny Lu            | «Corazones rotos»           | Javiera y Pablo      | María Gracia Omegna y Nicolás Oyarzún |
| Aitana                                | «Con la miel en los labios» | Macarena y Rubí      | Hitzka Nudelman y Vivianne Dietz      |
| Morat, Sebastián Yatra                | «Bajo la mesa»              | Julián y Catalina    | Pedro Campos y Paula Luchsinger       |
| Camilo                                | «Vida de rico»              | Carlitos y Esmeralda | Fernando Godoy y Magdalena Müller     |
| Ozuna                                 | «Caramelo»                  | Esmeralda y Julián   | Magdalena Müller y Pedro Campos       |
| Yessica Milan Rosa, Carlos Milan Rosa | «Yo por ti no espero»       | Esmeralda y Julián   | Magdalena Müller y Pedro Campos       |
| Camilo                                | «Favorito»                  | Miguel y Rubí        | Max Salgado y Vivianne Dietz          |
| Consuelo Schuster                     | «Todo va a andar bien»      | Pablo y Soledad      | Nicolás Oyarzún y Josefina Fiebelkorn |
| Alexander Hitchens                    | «Lola»                      | Miguel y María José  | Max Salgado y Fernanda Finsterbusch   |
| Karol G                               | «Bichota»                   | Esmeralda y Rubí     | Magdalena Müller y Vivianne Dietz     |
| Reina Williams                        | «Move yo body               | Carolina y Carlitos  | Dayana Amigo y Fernando Godoy         |
| BTS                                   | «Dynamite»                  | Locaciones           | Locaciones                            |
| Blackpink ft Selena Gomez             | «Ice Cream»                 | Locaciones           | Locaciones                            |

## Audiencia
Episodio más visto.

     Episodio menos visto.
| Tem. | Ep.   | Día       | Fecha                 | Nombre del capítulo                                                    | Horario       | Índice de audiencia | Puesto diario |
| ---- | ----- | --------- | --------------------- | ---------------------------------------------------------------------- | ------------- | ------------------- | ------------- |
| 1    | 1     | lunes     | 11 de enero de 2021   | ¡Cuarentena total!                                                     | 22:29 - 23:32 | 21,0                | Primero       |
| 1    | 2     | martes    | 12 de enero de 2021   | La encomienda de Miguel                                                | 22:38 - 23:28 | 18,2                | Primero       |
| 1    | 3     | miércoles | 13 de enero de 2021   | Carlitos y los hermanos Sánchez buscan a la madre de la guagua         | 22:37 - 23:25 | 18,1                | Primero       |
| 1    | 4     | jueves    | 14 de enero de 2021   | El edificio busca a los padres de la guagua                            | 22:33 - 23:20 | 17,1                | Primero       |
| 1    | 5     | lunes     | 18 de enero de 2021   | Sergio despidió a Carlitos                                             | 22:36 - 23:25 | 17,3                | Segundo       |
| 1    | 6     | martes    | 19 de enero de 2021   | Las humillaciones de Germán                                            | 22:37 - 23:27 | 16,3                | Primero       |
| 1    | 7     | miércoles | 20 de enero de 2021   | El fajo de billetes de Ágata                                           | 22:36 - 23:19 | 16,5                | Segundo       |
| 1    | 8     | jueves    | 21 de enero de 2021   | Miguel le devolvió la plata a Ágata                                    | 22:36 - 23:15 | 15,7                | Tercero       |
| 1    | 9     | lunes     | 25 de enero de 2021   | Soledad llegó a vivir con Pablo                                        | 22:36 - 23:28 | 16,5                | Segundo       |
| 1    | 10    | martes    | 26 de enero de 2021   | Pablo le confesó a Javiera que siente cosas por ella                   | 22:40 - 23:19 | 17,6                | Segundo       |
| 1    | 11    | miércoles | 27 de enero de 2021   | La declaración de Pablo                                                | 22:43 - 23:19 | 16,3                | Primero       |
| 1    | 12    | jueves    | 28 de enero de 2021   | Javiera le dijo a Germán que no está enamorada de él                   | 22:44 - 23:29 | 17,2                | Primero       |
| 1    | 13    | lunes     | 1 de febrero de 2021  | Javiera explotó contra Germán                                          | 22:45 - 23:26 | 15,7                | Segundo       |
| 1    | 14    | martes    | 2 de febrero de 2021  | Julián se declaró a Catalina                                           | 22:36 - 23:26 | 16,4                | Segundo       |
| 1    | 15    | miércoles | 3 de febrero de 2021  | Ágata besó a Sergio Correa                                             | 22:38 - 23:17 | 15,3                | Segundo       |
| 1    | 16    | jueves    | 4 de febrero de 2021  | Pablo fue despedido de su trabajo                                      | 22:38 - 23:24 | 15,2                | Primero       |
| 1    | 17    | lunes     | 8 de febrero de 2021  | La sorpresa de Carolina para Germán                                    | 22:36 - 23:23 | 15,6                | Primero       |
| 1    | 18    | martes    | 9 de febrero de 2021  | La confesión de Maca                                                   | 22:36 - 23:18 | 15,6                | Segundo       |
| 1    | 19    | miércoles | 10 de febrero de 2021 | El llamado de Sole                                                     | 22:38 - 23:19 | 14,7                | Primero       |
| 1    | 20    | jueves    | 11 de febrero de 2021 | La reconquista de Germán                                               | 22:38 - 23:21 | 16,8                | Primero       |
| 1    | 21    | lunes     | 15 de febrero de 2021 | Se acabó la cuarentena                                                 | 22:39 - 23:24 | 16,6                | Primero       |
| 1    | 22    | martes    | 16 de febrero de 2021 | Ágata intenta abrirle los ojos a Sergio                                | 22:36 - 23:18 | 16,2                | Segundo       |
| 1    | 23    | miércoles | 17 de febrero de 2021 | Maca le contó la verdad a su padre                                     | 22:37 - 23:22 | 15,0                | Segundo       |
| 1    | 24    | jueves    | 18 de febrero de 2021 | Pablo se aburrió de Sole                                               | 22:38 - 23:17 | 16,7                | Primero       |
| 1    | 25    | lunes     | 22 de febrero de 2021 | Miguel se reencontró con la madre de Miguelito                         | 22:39 - 23:24 | 16,8                | Primero       |
| 1    | 26    | martes    | 23 de febrero de 2021 | Los problemas de la mamá de Miguelito                                  | 22:37 - 23:19 | 15,6                | Segundo       |
| 1    | 27    | miércoles | 24 de febrero de 2021 | Javiera dejará a Germán                                                | 22:36 - 23:18 | 14,7                | Segundo       |
| 1    | 28    | jueves    | 25 de febrero de 2021 | La pena de Javiera                                                     | 22:40 - 23:26 | 15,5                | Primero       |
| 1    | 29    | lunes     | 1 de marzo de 2021    | Macarena recibió una importante carta                                  | 22:39 - 23:24 | 15,9                | Tercero       |
| 1    | 30    | martes    | 2 de marzo de 2021    | Pablo se la está jugando por Javiera                                   | 22:39 - 23:26 | 16,2                | Segundo       |
| 1    | 31    | miércoles | 3 de marzo de 2021    | Catalina está embarazada                                               | 22:42 - 23:27 | 16,9                | Primero       |
| 1    | 32    | jueves    | 4 de marzo de 2021    | Germán se enteró de que su hija está embarazada                        | 22:38 - 23:22 | 14,9                | Cuarto        |
| 1    | 33    | lunes     | 8 de marzo de 2021    | Carolina besó a Carlitos                                               | 22:38 - 23:22 | 13,8                | Sexto         |
| 1    | 34    | martes    | 9 de marzo de 2021    | Nicolás se enteró del embarazo de Catalina                             | 22:37 - 23:16 | 15,5                | Segundo       |
| 1    | 35    | miércoles | 10 de marzo de 2021   | Los celos de Esmeralda                                                 | 22:37 - 23:18 | 16,0                | Primero       |
| 1    | 36    | jueves    | 11 de marzo de 2021   | Macarena aclaró las cosas con su papá                                  | 22:36 - 23:13 | 16,0                | Segundo       |
| 1    | 37    | lunes     | 15 de marzo de 2021   | Pablo y Javiera se besaron                                             | 20:12 - 20:44 | 17,4                | Tercero       |
| 1    | 38    | martes    | 16 de marzo de 2021   | Ágata y Sergio tuvieron un romántico encuentro                         | 20:11 - 20:44 | 15,6                | Tercero       |
| 1    | 39    | miércoles | 17 de marzo de 2021   | La pena de Julián                                                      | 20:10 - 20:44 | 15,7                | Cuarto        |
| 1    | 40    | jueves    | 18 de marzo de 2021   | Rubí desconfía de Renato                                               | 20:09 - 20:44 | 16,3                | Tercero       |
| 1    | 41    | lunes     | 22 de marzo de 2021   | Macarena se declaró a Rubí                                             | 20:07 - 20:44 | 15,0                | Quinto        |
| 1    | 42    | martes    | 23 de marzo de 2021   | Sergio encontró el dinero de Ágata                                     | 20:07 - 20:44 | 14,2                | Sexto         |
| 1    | 43    | miércoles | 24 de marzo de 2021   | Sergio ayudó a Ágata a esconder su dinero                              | 20:10 - 20:44 | 14,5                | Quinto        |
| 1    | 44    | jueves    | 24 de marzo de 2021   | Sergio está enamorado de Ágata                                         | 20:07 - 20:44 | 15,9                | Tercero       |
| 1    | 45    | lunes     | 29 de marzo de 2021   | La familia de Miguel                                                   | 20:06 - 20:44 | 15,8                | Tercero       |
| 1    | 46    | martes    | 30 de marzo de 2021   | La pena de Rubí                                                        | 20:07 - 20:44 | 14,7                | Cuarto        |
| 1    | 47    | miércoles | 31 de marzo de 2021   | Esmeralda defendió con uñas y dientes a Rubí                           | 20:06 - 20:44 | 14,2                | Sexto         |
| 1    | 48    | jueves    | 1 de abril de 2021    | Sergio llegó tarde                                                     | 20:07 - 20:44 | 12,6                | Séptimo       |
| 1    | 49    | lunes     | 5 de abril de 2021    | La rabia de Javiera                                                    | 20:08 - 20:44 | 14,8                | Cuarto        |
| 1    | 50    | martes    | 6 de abril de 2021    | Sergio besó a Ágata                                                    | 20:09 - 20:44 | 16,0                | Cuarto        |
| 1    | 51    | miércoles | 7 de abril de 2021    | Macarena se quiere ir de la casa                                       | 20:24 - 20:59 | 15,8                | Primero       |
| 1    | 52    | jueves    | 8 de abril de 2021    | Sergio está con síntomas de COVID                                      | 20:20 - 20:59 | 17,1                | Primero       |
| 1    | 53    | lunes     | 12 de abril de 2021   | Sergio y Ágata temen estar contagiados                                 | 20:25 - 20:59 | 18,0                | Primero       |
| 1    | 54    | martes    | 13 de abril de 2021   | Ágata le dirá a sus hijas que besó a Sergio                            | 20:21 - 20:59 | 18,5                | Primero       |
| 1    | 55    | miércoles | 14 de abril de 2021   | Javiera sospecha de Germán y Carolina                                  | 20:20 - 20:59 | 16,5                | Primero       |
| 1    | 56    | jueves    | 15 de abril de 2021   | La última petición de Carolina                                         | 20:21 - 20:59 | 16,8                | Primero       |
| 1    | 57    | lunes     | 19 de abril de 2021   | Ágata y Sergio tienen coronavirus                                      | 20:21 - 20:59 | 16,1                | Primero       |
| 1    | 58    | martes    | 20 de abril de 2021   | Catalina se enteró de la infidelidad de Germán                         | 20:22 - 20:59 | 18,9                | Primero       |
| 1    | 59    | miércoles | 21 de abril de 2021   | Carolina recibió la visita de Catalina                                 | 20:22 - 20:59 | 14,9                | Cuarto        |
| 1    | 60    | jueves    | 22 de abril de 2021   | Miguel le aclaró las cosas a Coté                                      | 20:20 - 20:59 | 17,4                | Primero       |
| 1    | 61    | lunes     | 26 de abril de 2021   | Ágata terminó su relación con Renato                                   | 20:19 - 20:59 | 16,1                | Primero       |
| 1    | 62    | martes    | 27 de abril de 2021   | El edificio terminó la cuarentena                                      | 20:20 - 20:59 | 16,4                | Primero       |
| 1    | 63    | miércoles | 28 de abril de 2021   | Rubí y Jacinta se conocieron                                           | 20:23 - 20:59 | 17,1                | Primero       |
| 1    | 64    | juéves    | 29 de abril de 2021   | Javiera se enteró de la infidelidad de Germán                          | 20:21 - 20:59 | 15,6                | Primero       |
| 1    | 65    | lunes     | 3 de mayo de 2021     | Javiera se fue de la casa                                              | 20:23 - 20:59 | 17,2                | Primero       |
| 1    | 66    | martes    | 4 de mayo de 2021     | Pablo y Germán se enfrentaron por Javiera                              | 20:22 - 20:59 | 18,3                | Primero       |
| 1    | 67    | miércoles | 5 de mayo de 2021     | Javiera no volverá con Germán                                          | 20:21 - 20:59 | 17,4                | Primero       |
| 1    | 68    | jueves    | 6 de mayo de 2021     | Rubí no se atrevió a hablar con Maca                                   | 20:22 - 20:59 | 17,6                | Primero       |
| 1    | 69    | lunes     | 10 de mayo de 2021    | Pablo rechazó a Javiera                                                | 20:24 - 20:59 | 17,2                | Primero       |
| 1    | 70    | martes    | 11 de mayo de 2021    | El alejamiento de Ágata y Sergio                                       | 20:23 - 20:59 | 17,2                | Primero       |
| 1    | 71    | miércoles | 12 de mayo de 2021    | La tristeza de Ágata                                                   | 20:05 - 20:44 | 14,8                | Tercero       |
| 1    | 72    | jueves    | 13 de mayo de 2021    | Pablo está enamorado de Javiera                                        | 20:04 - 20:44 | 15,2                | Tercero       |
| 1    | 73    | lunes     | 17 de mayo de 2021    | Telele podría tener coronavirus                                        | 20:20 - 20:59 | 18,1                | Primero       |
| 1    | 74    | martes    | 18 de mayo de 2021    | Carolina fue enfrentada por Catalina                                   | 20:15 - 20:59 | 18,5                | Primero       |
| 1    | 75    | miércoles | 19 de mayo de 2021    | Macarena se despidió de Josefa                                         | 20:15 - 20:58 | 15,7                | Primero       |
| 1    | 76    | juéves    | 20 de mayo de 2021    | Miguel le preguntó a Rubí si está enamorada de Maca                    | 20:13 - 20:59 | 14,3                | Segundo       |
| 1    | 77    | lunes     | 24 de mayo de 2021    | Ágata se juntó a conversar con Sergio                                  | 20:16 - 20:59 | 17,8                | Primero       |
| 1    | 78    | martes    | 25 de mayo de 2021    | Las horas previas a la boda                                            | 20:16 - 20:59 | 17,3                | Primero       |
| 1    | 79    | miércoles | 26 de mayo de 2021    | Renato robó la maleta con el dinero de las Cardenashan                 | 20:14 - 20:59 | 17,7                | Segundo       |
| 1    | 80    | jueves    | 27 de mayo de 2021    | Las Cardenashan volvieron a ser pobres                                 | 20:24 - 20:59 | 17,6                | Primero       |
| 1    | 81    | lunes     | 31 de mayo de 2021    | Ágata le contó la verdad a Sergio                                      | 20:18 - 20:59 | 16,3                | Primero       |
| 1    | 82    | martes    | 1 de junio de 2021    | Rubí y Macarena se besaron                                             | 20:16 - 20:59 | 18,9                | Primero       |
| 1    | 83    | miércoles | 2 de junio de 2021    | Pablo golpeó a Germán                                                  | 20:12 - 20:59 | 17,2                | Primero       |
| 1    | 84    | juéves    | 3 de junio de 2021    | Sergio le declara su amor a Ágata                                      | -             | -                   | -             |
| 1    | 85    | lunes     | 7 de junio de 2021    | Rubí terminó con Miguel por Maca                                       | 20:24 - 20:59 | 15,9                | Primero       |
| 1    | 86    | martes    | 8 de junio de 2021    | El almuerzo familiar de Sergio y Ágata                                 | 20:15 - 20:59 | 13,2                | Tercero       |
| 1    | 87    | miércoles | 9 de junio de 2021    | Julián y Catalina se besaron                                           | 20:11 - 20:59 | 14,1                | Segundo       |
| 1    | 88    | jueves    | 10 de junio de 2021   | Rubí y Maca quieren estar juntas                                       | 20:11 - 20:59 | 17,6                | Primero       |
| 1    | 89/90 | lunes     | 14 de junio de 2021   | Carolina conoce a Tomás/Pablo sospecha que Soledad inventó el embarazo | 19:51 - 20:59 | 19,1                | Segundo       |
| 1    | 91    | martes    | 15 de junio de 2021   | El perdón de Sergio                                                    | 20:14 - 20:59 | 16,2                | Primero       |
| 1    | 92    | miércoles | 16 de junio de 2021   | Ágata y Sergio se casan                                                | 20:16 - 20:59 | 18,2                | Primero       |
| 1    | 93    | jueves    | 17 de junio de 2021   | El matrimonio de Sergio y Ágata                                        | 20:15 - 20:59 | 18,6                | Primero       |
| 1    | 94    | lunes     | 21 de junio de 2021   | Carolina terminó con Carlitos                                          | 20:16 - 20:59 | 17,4                | Segundo       |
| 1    | 95    | martes    | 22 de junio de 2021   | Los extraños dolores de Soledad                                        | 20:20 - 20:59 | 17,9                | Primero       |
| 1    | 96    | miércoles | 23 de junio de 2021   | Soledad perdió a su guagua                                             | 20:20 - 20:59 | 17,4                | Primero       |
| 1    | 97    | jueves    | 24 de junio de 2021   | El quiebre familiar de los Correa Cárdenas                             | -             | -                   | -             |
| 1    | 98    | martes    | 29 de junio de 2021   | Macarena y Rubí se fueron de Edificio Corona                           | 20:11 - 20:57 | 19,2                | Primero       |
| 1    | 99    | miércoles | 30 de junio de 2021   | La tristeza de Esmeralda y Ágata                                       | 20:06 - 20:44 | 16,6                | Tercero       |
| 1    | 100   | jueves    | 1 de julio de 2021    | El accidente de Macarena y Rubí                                        | 20:08 - 20:44 | 16,8                | Segundo       |
| 1    | 101   | lunes     | 5 de julio de 2021    | El culpable del accidente de Maca y Rubí                               | 20:07 - 20:44 | 17,3                | Segundo       |
| 1    | 102   | martes    | 6 de julio de 2021    | Macarena y Ágata no perdonaron a Sergio                                | 20:05 - 20:44 | 17,9                | Segundo       |
| 1    | 103   | miércoles | 7 de julio de 2021    | La soledad de Sergio                                                   | 20:08 - 20:44 | 16,8                | Segundo       |
| 1    | 104   | jueves    | 8 de julio de 2021    | Soledad y Pablo se separan definitivamente                             | 20:04 - 20:43 | 17,3                | Segundo       |
| 1    | 105   | lunes     | 12 de julio de 2021   | El perdón de Sergio a Ágata                                            | 20:05 - 20:44 | 16,9                | Tercero       |
| 1    | 106   | martes    | 13 de julio de 2021   | Rubí despertó del coma                                                 | 20:04 - 20:44 | 17,6                | Segundo       |
| 1    | 107   | miércoles | 14 de julio de 2021   | La agresividad de Germán                                               | 20:04 - 20:44 | 16,2                | Segundo       |
| 1    | 108   | lunes     | 19 de julio de 2021   | Rubí regresó a su casa                                                 | 20:11 - 21:00 | 16,6                | Primero       |
| 1    | 109   | martes    | 20 de julio de 2021   | Esmeralda está enamorada de Carlitos                                   | 20:16 - 20:59 | 18,0                | Primero       |
| 1    | 110   | miércoles | 21 de julio de 2021   | Maca y Rubí contaron en redes sociales que son pololas                 | 20:17 - 20:59 | 17,2                | Primero       |
| 1    | 111   | jueves    | 22 de julio de 2021   | Javiera y Pablo fueron descubiertos por Sole                           | 20:15 - 20:58 | 17,8                | Primero       |
| 1    | 112   | lunes     | 26 de julio de 2021   | Javiera está en peligro                                                | 20:12 - 20:59 | 17,8                | Primero       |
| 1    | 113   | martes    | 27 de julio de 2021   | El despecho de Germán                                                  | 20:13 - 20:59 | 19,7                | Primero       |
| 1    | 114   | miércoles | 28 de julio de 2021   | Esmeralda y Meche se pelean por Carlitos                               | 20:12 - 20:59 | 18,8                | Primero       |
| 1    | 115   | jueves    | 29 de julio de 2021   | Telele conoce a Pablo                                                  | 20:17 - 20:59 | 19,7                | Primero       |
| 1    | 116   | lunes     | 2 de agosto de 2021   | La advertencia de Cata a Germán                                        | 20:19 - 20:59 | 20,9                | Primero       |
| 1    | 117   | martes    | 3 de agosto de 2021   | Carolina y Tomás están juntos                                          | 20:18 - 20:59 | 17,7                | Segundo       |
| 1    | 118   | miércoles | 4 de agosto de 2021   | La locura de Germán                                                    | 20:18 - 20:59 | 17,8                | Primero       |
| 1    | 119   | jueves    | 5 de agosto de 2021   | Germán tiene a Pipe en casa de Pablo                                   | 20:18 - 20:59 | 19,3                | Primero       |
| 1    | 120   | lunes     | 9 de agosto de 2021   | Capítulo final                                                         | 19:44 - 20:21 | 21,8                | Segundo       |